# Welcome (Washington)
Welcome az Amerikai Egyesült Államok északnyugati részén, Washington állam Whatcom megyéjében elhelyezkedő önkormányzat nélküli település.
Welcome postahivatala 1889 és 1917 között működött. A település névadója John Welcome Riddle postavezető.

## Fordítás
- Ez a szócikk részben vagy egészben  a   Welcome, Washington című angol Wikipédia-szócikk ezen változatának fordításán alapul.  Az eredeti cikk szerkesztőit annak laptörténete sorolja fel. Ez a jelzés csupán a megfogalmazás eredetét és a szerzői jogokat jelzi, nem szolgál a cikkben szereplő információk forrásmegjelöléseként.